# افغانستان اینترنشنال
افغانستان اینترنشنال (به انگلیسی: Afghanistan International، به معنی «افغانستان بین‌الملل») یک ایستگاه خبری و جریان تلویزیونی است که در لندن انگلستان مستقر است. این ایستگاه از طریق ماهواره ترکمن‌عالم در اروپا و آسیا از جمله افغانستان همراه با یک انتقال رادیو از طریق موج کوتاه (7600 kHz) پخش می‌شود. همچنین پخش آنلاین در سراسر جهان را دارد.

## تاریخچه
تلویزیون افغانستان اینترنشنال در ۱۵ اوت ۲۰۲۱ به عنوان یک ایستگاه خواهر ایران اینترنشنال راه اندازی شد. این کانال در ابتدا در روز جهانی صلح شروع به فعالیت کند، اما به دلیل وضعیت افغانستان به‌خاطر گرفتن کابل توسط طالبان فعالیتش را زودتر آغاز کرد و به سرعت به دلیل پوشش گسترده و آزادی گزارش، محبوب‌ترین کانال خبری برای افغانستان شد.
در ابتدا فقط برنامه‌های پخش به زبان فارسی بود و ایستگاه پخش زبان پشتو را در اوت ۲۰۲۳ راه‌اندازی کرد.
در ماه مه سال ۲۰۲۴، مقامات افغانستان افراد را از همکاری یا مشارکت در افغانستان اینترنشنال ممنوع کردند، سخنگوی وزارت اطلاعات و فرهنگ طالبان گفت که «مشارکت در بحث‌ها و تسهیل پخش این رسانه در مکان‌های عمومی ممنوع است».

## برنامه‌ها و محتوا
تلویزیون افغانستان اینترنشنال روزنامه نگارانی را در لندن و واشینگتن دی سی در ایالات متحده دارد. در کنار اخبار و بحث‌ها، همچنین فیلم‌های مستند را تولید می‌کند.
برنامه پرچمدار «مایدان» سیاست گذاران و متفکران برتر را از سراسر جهان به لندن برای بحث در مورد امور فعلی افغانستان می‌آورد.